# De Dietrich 24 CV
De Dietrich 24 CV ist die Bezeichnung für mehrere Pkw-Modelle von der Société de Dietrich et Cie de Lunéville in Frankreich. CV ist ein Hinweis auf Cheval fiscal, der damaligen steuerlichen Einstufung in Frankreich.

## Die Modelle im Einzelnen
- De Dietrich 24 CV von 1901
- De Dietrich Type M von 1902 bis 1903
- De Dietrich Type SM von 1904
- De Dietrich Type CM von 1905